# نيسان اس كارجو
نيسان اس كارجو (بالإنجليزية: Nissan S-Cargo) هي سيارة عربة نقل من صناعة نيسان موتورز أنتجت في 1989.